# Eden Fire
Eden Fire je debutové album skupiny Sonic Syndicate vydané v roce 2005 u Pivotal Rockordings. Později, v roce 2008, bylo znovu vydáno v severní Americe.

## Seznam skladeb
1. Jailbreak – 4:12
2. Enhance My Nightmare – 5:10
3. History Repeats Itself – 3:52
4. Zion Must Fall – 4:31
5. Misanthropic Coil – 3:53
6. Lament of Innocence – 3:43
7. Prelude to Extinction – 4:00
8. Soulstone Splinter – 4:18
9. Crowned in Despair – 4:33
10. Where the Black Lotus Grows – 4:47

## Lineup

### Kapela
- Richard Sjunnesson – zpěv
- Roger Sjunnesson – elektrická kytara
- Robin Sjunnesson – elektrická kytara
- Kristoffer Bäcklund – bicí
- Karin Axelsson – basová kytara, zpěv (stopy 2 a 9)
- Andreas Mårtensson – klávesy

### Hostující muzikanti
- Roland Johansson – zpěv (stopy 1, 2, 3, 6 a 7)
- Robert Sjunnesson – elektrická kytara (stopa 8)
- Manne Engström – elektrická kytara
- Christian Silver – elektrická kytara
- Linus Vikström – elektrická kytara
- Ulf Larsson – elektrická kytara
- Kaj Michelsson – elektrická kytara